# 克里斯·大卫
克里斯·大卫（英語：Chris David，1953年6月14日—），英国音频工程师。他因电影燃情岁月提名奥斯卡最佳音响效果奖。自1982年起，大卫参与制作了170多部电影。

## 部分影视作品
- 燃情岁月 (1994)[1]